# ألبرت فان دير هار
ألبرت فان دير هار (بالهولندية: Albert van der Haar)‏ هو لاعب كرة قدم هولندي في مركز الدفاع، ولد في 29 ديسمبر 1975 في ميبل في هولندا. لعب مع بي إي سي زفوله وفيلم 2 تيلبورغ.